# Naturschutzgebiet Oelinghauser Bruch
Das Naturschutzgebiet Oelinghauser Bruch mit einer Größe von 9,8 ha liegt nördlich von Oelinghausen im Stadtgebiet von Arnsberg im Hochsauerlandkreis. Es wurde 1998 mit dem Landschaftsplan Arnsberg durch den Kreistag des Hochsauerlandkreises als Naturschutzgebiet (NSG) mit dem Namen Naturschutzgebiet Kerbtal und Laubmischwald In der Mark und einer Flächengröße 6,2 ha ausgewiesen. Bei der Neuaufstellung des Landschaftsplanes Arnsberg durch den Kreistag 2021 wurde das NSG mit verändertem Namen erneut ausgewiesen und deutlich vergrößert.

## Gebietsbeschreibung
Das Naturschutzgebiet erstreckt sich auf das Kerbtal mit Flussaue im Bereich Oelinghauser Bruch und In der Mark. Die Aue ist meist mit Erlen und Eschen bestockt. Beschreibung des NSG im Landschaftsplan:  „Der naturnahe Bachlauf entspringt im Westen in einer Quellzone unterhalb eines kleinen Fichtengehölzes. Die steilen Böschungen des Kerbtals sind bis zum Eintritt in einen Laubmischwald von einem dichten, heterogenen Ufergehölz bewachsen. Weiter bachabwärts, in einem Eichenmischwald, weitet sich das Tal und versumpft. Die Bachsohle ist schlammig, zum Teil feinkiesig. Auf kurzen Strecken wird der mäandrierende Bach von einem schmalen Erlen-Feuchtwald begleitet, der in der Krautvegetation typische Arten der Bachauen aufweist. Insgesamt zeichnet sich der Bachlauf durch sehr geringe, bachbegleitende Vegeation aus, und nur vereinzelte Erlen säumen das Gewässer. Auf kurzen Abschnitten passiert der Bach dichte Fichtenparzellen. Südlich des Hauptgewässers erstreckt sich ein einbezogener heterogen strukturierter Eichenwald mit mittlerem bis starkem Baumholz. Vereinzelt sind Altbuchen und Höhlenbäume vorhanden. Auch diese Waldfläche ist von Quellzonen und Rinnsalen geprägt. Lokal ist der Bestand durch Holzeinschlag der Altbäume stark aufgelichtet. In diesen Bereichen ist die Strauchschicht zumeist dicht und strukturreich. Auch in der Krautschicht zeigen sich Bereiche mit inselartig dichter Bodenvegetation, andere Abschnitte des Waldes sind sehr krautarm. Im Südosten ist ein ehemaliger quelliger Erlen-Eschenbruchwald größtenteils gerodet worden. Fragmente der charakteristischen Bruchwaldvegetation sind noch erhalten geblieben. Diese Waldflächen haben ein ebenso hohes Entwicklungspotential (siehe auch insgesamt die Gewannbezeichnung „Oelinghauser Bruch“!), wie die angrenzenden einbezogenen Nadelholzflächen, da sie potentiell eine natürliche (Wieder-)Entwicklung eines artenreichen Bruchwalds ermöglichen.“
Auf potentiellen Bruchwaldstandorten sind durch Initialpflanzungen standortgerechte Erlen-Eschenwälder wiederbegründet werden. Forstwirtschaft ist unter Berücksichtigung der extremen Standortbedingungen nur unter 
schonendem forstlichem Maschineneinsatz zulässig. Als zusätzliche Entwicklungsmaßnahmen soll vorhandenes und auflaufendes Nadelholz – auch Fichtennaturverjüngung, ist vorrangig 
auf den Feuchtwaldstandorten regelmäßig zu entfernen und entfichteten Flächen der Sukzession überlassen werden.

## Spezielle Schutzzwecke für das NSG
Wie bei allen Naturschutzgebieten in Deutschland wurde in der Schutzausweisung darauf hingewiesen, dass das Gebiet „wegen der Seltenheit, besonderen Eigenart und Schönheit des Gebietes“ zum Naturschutzgebiet erklärt wurde. Laut Landschaftsplan erfolgte die Ausweisung speziell zum:
- „Schutz und Erhaltung von naturnahen Auen- und bachbegleitenden Wäldern und von naturnahen Fließgewässern und ihrer Lebensgemeinschaften als Refugiallebensraum und als Verbundbiotop;“
- „Entwicklung der Waldgesellschaften durch Umbau des Arteninventars und durch Vernetzung;“
- „Schutz, Erhaltung und Entwicklung eines struktur- und artenreichen Laubwaldkomplexes mit hohen Feuchtwaldstandortanteilen.“
- „Das NSG dient auch der nachhaltigen Sicherung von besonders schutzwürdigen Lebensräumen nach § 30 BNatSchG und von Vorkommen seltener Pflanzenarten.“[2]